# Kodži Kondo
Kodži Kondo (japonsko 今藤 幸治), japonski nogometaš, * 28. april 1972, † 17. april 2003.
Za japonsko reprezentanco je odigral dve uradni tekmi.